# 모낭염

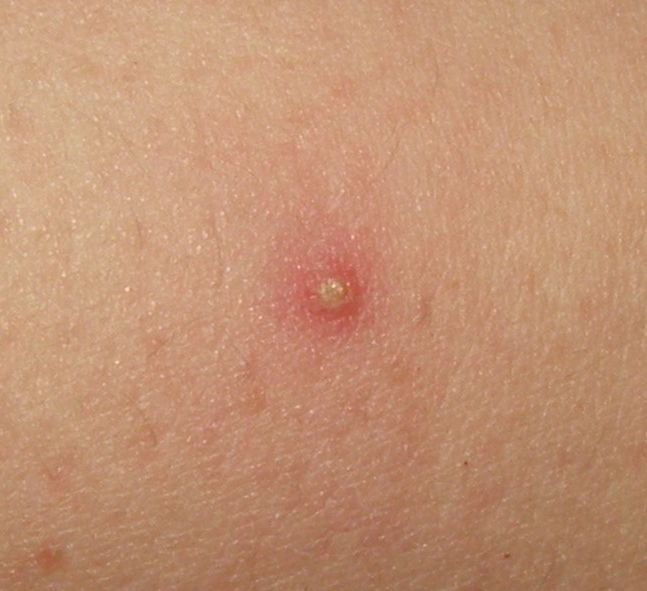

모낭염(毛囊炎, Folliculitis)은 하나 이상의 모낭의 감염 및 염증이다. 이 질환은 털이 덮인 피부 어느 곳에서나 발병할 수 있다. 얼굴, 가슴, 등, 팔, 다리, 엉덩이, 머리 등에 뾰루지로 나타날 수 있다.

## 종류
- 누두 모낭염(漏斗毛囊炎)
- 거짓 모낭염(거짓毛囊炎), 가성 모낭염(假性毛囊炎)
- 표재 모낭염(表在毛囊炎)
- 천공 모낭염(穿孔毛囊炎)
- 턱수염 모낭염 턱(鬚髥毛囊炎)
- 수염 거짓 모낭염(鬚髥거짓毛囊炎)
- 호산성 고름 물집 모낭염(好酸性고름물집毛囊炎)
- 호산구 증가 농포 모낭염(好酸球增加膿疱毛囊炎)

## 증상
- 발진 (의학)
- 가려움

### 합병증
- 봉와직염, 농양 등

## 같이 보기
- 매몰모